# طلال الجري
طلال خليفة الجري  (1973) رجل أعمال كويتي ورئيس مجلس الإدارة والرئيس التنفيذي لمجموعة الجري القابضة وهو نجل السياسي الكويتي ورجل الأعمال الراحل خليفة طلال محمد الجري  .
تم تصنيف طلال الجري عام 2018 من قبل مجلة فوربس ليكون الشخصية التعليمية الأولى على غلاف عددها الخاص بالتعليم على مستوى الشرق الأوسط.

## حياته التجارية
تعود شركة أم القرى للخدمات التعليمية لوالده خليفة طلال الجري التي تأسست عام 1969 وكانت تتكون من عدد اربع مدارس، عام 2004 تسلم طلال الجري منصــب رئيس مجلس الإدارة والرئيس التنفيذي لمجموعـة الجري القابضة التي أسسها وراح يسعى وراء تطوير كل أساليب العلم الحديث لايمانه الشديد باهمية بناء أجيال بمستوى تربوي وتعليمي عالي لبناء غد أفضل فقام بتوسيع المجوعة بضم عدد من الشركــات التعليمية الكبرى لتتحول مجموعته إلى أكبر مجموعة تعــليمية في الكويـت تشمل التعليم بكافة مراحله وجميع مناهج التعليم المختلفة من مدارس عربية نموذجية ومدارس بريطانية ومدارس ثنائية اللغة ومدارس باكستانية ومدارس هندية ومدارس فلبينية ومدارس احتياجات خاصة ومركز خاص بالاحتياجات الخاصة فوق 21 سنة، بما يقارب ال 30 ألف طالب و5 آلاف موظف. حيث تضم مجموعة الجري القابضة شركة أجيال الوطنية للخدمات التعليمية، شركة أم القرى للخدمات التعليمية، الشركة الكويتية البريطانية للخدمات التعليمية، شركة المعرفة النموذجية للخدمات التعليمية. حصلت مجموعة الجري القابضة على جائزة أفضل شركة تعليمية حسب تصنيف مجلة فوربس.
سـاهم بالعديد من الأعمال التي تركت بصمة في المجتمع الكويتي حيث اهتم اهتماما كبيرا بكل ما يؤدي إلى رفعة المجتمع وتطويره وغرس القيم في نفوس أبنائه الطلبة في مجموعة الجري القابضة خاصة وفي المجتمع الكويتي بشكل عام.
وصفته مجلة اريبيان بيزنس بانه رجل أعمال لعام 2017  كما صنف من ضمن أكثر القادة إلهاما في عالم الأعمال حسب تصنيف مجلة أريبيان بزنس 2019.

## المهـــام
- رئيس مجلس الإدارة والرئيس التنفيذي لمجموعة الجري القابضة.
- رئيس مجلس إدارة شركة أجيال الوطنية للخدمات التعليمية.
- المؤسس والمدير العام لشركة الفجر المتحدة للتجارة العامة والمقاولات.
- نائب رئيس مجلس الإدارة ووالعضو المنتدب لشركة أم القري للخدمات التعليمية.
- رئيس مجلس إدارة الشركة الكويتية البريطانية للخدمات التعليمية.
- الشريك والمدير العام لشركة المعرفة النموذجية للخدمات التعليمية.
- أمين سر الاتحاد الكويتي لأصحاب المدارس الخاصة والمعاهد الثقافية.
- عضو مؤسس الاتحاد العربي للتعليم الخاص التابع لإدارة الوحدة الاقتصادية في جامعة الدول العربية.
- عضو في غرفة التجارة والصناعة في دولة الكويت ٢٠٢٠.
- رئيس لجنة التعليم والاقتصاد المعرفي في غرفة التجارة والصناعة بالكويت ٢٠٢١ .

## المســاهمات المجــتمعية
- دعم مسابقة (معا لنعيد الأمل للأطفال اللاجئين) بالتعاون مع المفوضية السامية للأمم المتحدة لشؤون اللاجئين في 2019 وساهم في تعليم الأطفال اللاجئين والمسجلين داخل دولة الكويت بالتعاون مع المفوضية.[6]
- مسابقة خليفة طلال الجري للبيئة بمشاركة الهيئة العامة للبيئة ووزارة الكهرباءوالماء وفريق من الناشطين في المجال البيئي 2018.[7]
- افتتاح أول فصل دراسي للأطفال المرضى داخل مستشفي بنك الكويت الوطني بالتعاون مع جمعية أبي أتعلم 2018 وقد سمي الفصل باسم طلال خليفة الجري.[8][9]
- افتتاح ثاني فصل دراسي للأطفال المرضى داخل مستشفي الرازي بالتعاون مع جمعية أبي أتعلم2019 وقد سمي الفصل كذلك باسم طلال خليفة الجري.[10]
- التبرع بشكل مستمر لبناءالعديد من المدارس في الدول الفقيرة بالتعاون مع بيت الزكاة الكويتي.
- بناء صالة أفراح ومناسبات على أعلى مستوى في منطقة المنقف لخدمة أهالي محافظة الأحمدي تحت اسم (صالة طلال خليفة الجري) 2019.